# Шкром'юк Уляна Андріївна
Уляна Андріївна Шкром'ю́к (нар. 15 жовтня 1952, Нагірянка, Україна) — український майстер художніх народних промислів. Член НСХУ (1993). Лауреат премії імені Катерини Білокур (2003).

## Життєпис
Уляна Андріївна Шкром'юк народилася 15 жовтня 1952 року в селищі Нагірянка Чортківського району Тернопільської області України.
Закінчила Косівський технікум народних художніх промислів (1962, нині інститут прикладного і декоративного мистецтва).
Проживає в м. Косів Івано-Франківської області.

## Нагороди
- орден Трудової Слави III-ступеня (1986),
- премія імені Катерини Білокур (2003)[1].

## Доробок
Працює в галузі декоративно-прикладного мистецтва (Косівська мальована кераміка). 
Твори: свічники, тарелі, вази, сервізи, кахлі, колачі, куманці.